# Sam Neill
Nigel John Dermot "Sam" Neill (sinh ngày 14/9/1947) là nam diễn viên, đạo diễn, nhà sản xuất và biên kịch phim người New Zealand.
Sinh ra ở Omagh, Bắc Ireland, Anh Quốc, Neill chuyển đến Christchurch, New Zealand cùng gia đình vào năm 1954. Phim điện ảnh đầu tiên giúp ông được biết đến rộng rãi là Sleeping Dogs năm 1977. Sau đó, ông vào vai chính trong các phim My Brilliant Career (1979), Omen III: The Final Conflict, Possession (đều năm 1981), A Cry in the Dark (1988), Dead Calm (1989), The Hunt For Red October (1990) và The Piano (1993). Ông nổi tiếng toàn cầu qua vai Tiến sĩ Alan Grant trong Công viên kỷ Jura (1993), Công viên kỷ Jura III (2001) và sắp tới là Thế giới khủng long: Lãnh địa (2022).

## Thời thơ ấu
Neill sinh năm 1947 tại Omagh, Bắc Ireland, Anh Quốc. Cha ông, Dermot Neill, là một sĩ quan quân đội người New Zealand, mẹ ông, Priscilla Beatrice (nhũ danh Ingham) là người Anh.
Năm 1954, gia đình ông chuyển về New Zealand định cư. Sau khi học trung học, ông vào khoa tiếng Anh của trường Đại học Canterbury, đây cũng là thời điểm mà nam diễn viên có những tiếp xúc ban đầu với lĩnh vực diễn xuất. Ông sau đó chuyển tới Wellington, học Đại học Victoria và tốt nghiệp bằng cử nhân Anh ngữ.

## Danh sách phim

### Truyền hình
| Năm       | Tên                  | Vai                    | Ct                                                                                             |
| --------- | -------------------- | ---------------------- | ---------------------------------------------------------------------------------------------- |
| 1979–1980 | The Sullivans        | Ben Dawson             | Tập từ 519–558                                                                                 |
| 1980      | Lucinda Brayford     | Tony Duff              |                                                                                                |
| 1982      | Ivanhoe              | Brian de Bois-Guilbert |                                                                                                |
| 1983      | Reilly, Ace of Spies | Sidney Reilly          | 12 tập Đề cử giải Quả cầu vàng - Nam diễn viên xuất sắc nhất trong sê-ri ngắn/phim truyền hình |
| 1985      | Kane & Abel          | William Lowell Kane    |                                                                                                |
| 1986      | Strong Medicine      | Vince Lord             |                                                                                                |
| 1987      | Amerika              | Colonel Andrei Denisov |                                                                                                |
| 1991      | Fever                | Eliott                 |                                                                                                |
| 1991      | One Against the Wind | Sergeant James Liggett | Đề cử giải Quả cầu vàng - Nam diễn viên xuất sắc nhất trong sê-ri ngắn/phim truyền hình        |
| 1993      | Family Pictures      | David Eberlin          |                                                                                                |
| 1993      | The Rainbow Warrior  | Alan Galbraith         |                                                                                                |
| 1994      | The Simpsons         | Molloy                 | Lồng tiếng, tập: "Homer the Vigilante"                                                         |
| 1995      | Forgotten Silver     | (Chính mình)           |                                                                                                |